# Henrike Sahlmann
Henrike Sahlmann (* 21. Februar 1997 in Essen) ist eine deutsche Fußballspielerin.

## Karriere

### Vereine
Henrike Sahlmann begann ihre fußballerische Karriere im Jahr 2001 bei der SGS Essen (bis 2012: SG Essen-Schönebeck), wo sie seitdem sämtliche Juniorenmannschaften durchlief. Von 2012 bis 2014 spielte sie in der Staffel West/Südwest der B-Juniorinnen-Bundesliga. Zur Saison 2013/14 rückte sie bereits zusätzlich in den Kader der Bundesligamannschaft auf. Ihr Debüt in der Bundesliga gab sie am 13. Oktober 2013 (5. Spieltag) beim 8:0-Sieg im Heimspiel gegen den VfL Sindelfingen, in dem sie in der 81. Minute für Sarah Freutel eingewechselt wurde. Bis zum Saisonende bestritt sie sechs weitere Punktspiele in der Bundesliga, kam in den folgenden drei Jahren jedoch nur noch zu vier Bundesligaspielen zum Einsatz. Im Sommer 2017 unterschrieb sie einen Vertrag beim Bundesligaabsteiger Bayer 04 Leverkusen, mit dem sie am Saisonende in die höchste Spielklasse zurückkehrte. Im Sommer 2022 wechselte sie in die Schweiz zum Erstligisten BSC YB Frauen, für den sie bis zum Saisonende 2023/24 in 27 Punktspielen eingesetzt wurde, in denen ihr zwei Tore gelangen.
Am 6. Juli 2024 wurde ihre Verpflichtung zur Saison 2024/25 zum Drittligisten FC Viktoria 1889 Berlin bekannt.

### Nationalmannschaft
Zwischen 2011 und 2012 bestritt Sahlmann drei Länderspiele für die U15-Nationalmannschaft. Sie kam am 1. und 3. November 2011 in zwei in Freundschaft ausgetragenen Vergleichen mit der U15-Nationalmannschaft Schottlands, beim 3:0- und 8:0-Sieg, im zweiten als Einwechselspielerin, zum Einsatz. Ihr letztes Länderspiel bestritt sie am 18. April 2012 beim 3:0-Sieg im Freundschaftsspiel gegen die U15-Nationalmannschaft der Niederlande.

## Erfolge
- Dritter 2. Bundesliga 2018 und Aufstieg in die Bundesliga (mit Bayer 04 Leverkusen)

## Sonstiges
Sahlmann beendete ihren Schulbesuch am Gymnasium Borbeck in Essen mit bestandener Abiturprüfung. Sie ist gelernte Bankkauffrau und befindet sich zurzeit im Lehramtsstudium an der Universität Duisburg-Essen.